# Queratosis pilaris
La queratosis pilaris, también llamada piel de gallina (aunque no es provocada por el frío) o piel avícola, como vulgarmente se conoce, es una condición genética folicular de la piel muy común en la cual se muestran granos o protuberancias ásperas. Normalmente aparece en la parte de atrás de los brazos, piernas, pecho y glúteos. Es comúnmente confundida y tratada como acné. Esta condición de la piel puede aparecer en cualquier momento de la vida, pero es más común en los años de adolescencia. Muchas mujeres también manifiestan la condición después de un parto. Usualmente se suele utilizar lociones humectantes como tratamiento.
El exceso de una proteína conocida como queratina, se acumula en los folículos pilosos formando granos o protuberancias en la piel. En algunos casos cuando la acumulación es bastante, estos granos se irritan excesivamente, provocando que la piel adquiera un tono muy rojizo. 
Una variante de la condición aparece en la cara formando manchas rojas y pequeños granitos, por lo cual en muchos casos diagnosticada como rosácea.
El tratamiento suele consistir en el uso de sustancias hidratantes que promuevan la retención de agua en la piel, como la urea o el ácido láctico. 

## Tipos de queratosis pilaris
- Queratosis Pilaris Rubra (QPR)
- Queratosis Pilaris Alba (QPA)
- Queratosis Pilaris Rubra Faceii (QPRF)
- Queratosis Pilaris Atrophicans Faciei (QPAF)
- Queratosis Follicularis Spinulosa Decalvans (QFSD)